# Sao nhập ngũ (mùa 10)
Mùa thứ 10 của chương trình Sao nhập ngũ với tên gọi Sao nhập ngũ 2019: Trái tim người lính được phát sóng trên kênh QPVN và một số kênh truyền hình khác từ ngày 25 tháng 10 năm 2019 đến ngày 5 tháng 1 năm 2020. Mùa này có sự tham gia của Huy Khánh, Anh Đức, La Thành, Jun Phạm, Bê Trần, Bob Nguyễn, họ được huấn luyện bởi Đại uý Vũ Đình Hưng tại Tiểu đoàn 43, Lữ đoàn Hải quân Đánh bộ 147, Vùng 1, Binh chủng Hải quân Đánh bộ, Quân đội nhân dân Việt Nam.

## Nhân vật trải nghiệm
| Tên nhân vật (Nghệ danh)      | Nghề nghiệp      | Cấp bậc | Vai trò              |
| ----------------------------- | ---------------- | ------- | -------------------- |
| Vũ Đình Hưng                  | Quân nhân        | Đại úy  | Chỉ huy              |
| Trần Phan Huy Khánh           | Diễn viên        |         | Nhân vật trải nghiệm |
| Tạ Anh Đức                    | Diễn viên        |         | Nhân vật trải nghiệm |
| La Tấn Thành (La Thành)       | Diễn viên        |         | Nhân vật trải nghiệm |
| Phạm Duy Thuận (Jun Phạm)     | Ca sĩ, diễn viên |         | Nhân vật trải nghiệm |
| Trần Quốc Anh (B Trần)        | Diễn viên        |         | Nhân vật trải nghiệm |
| Nguyễn Minh Châu (Bob Nguyễn) | Ca sĩ            |         | Nhân vật trải nghiệm |

## Các tập phát sóng
| Tập | Tiêu đề                      | Ngày phát sóng       |
| --- | ---------------------------- | -------------------- |
| 1 | "Mục tiêu phía trước"        | 25 tháng 10 năm 2019 |
| - Mở đầu huấn luyện |                              |                      |
| 2 | "Giông tố bắt đầu"           | 1 tháng 11 năm 2019  |
| - Mở đầu huấn luyện (Tiếp) - Kiểm tra chỉ số ban đầu: Chạy 100m                                                                          |                              |                      |
| 3 | "Lửa thử vàng"               | 8 tháng 11 năm 2019  |
| - Kiểm tra chỉ số ban đầu: Co tay xà đơn - Huấn luyện: Chào điều lệnh                                                                    |                              |                      |
| 4 | "Đối mặt thử thách"          | 15 tháng 11 năm 2019 |
| - Sinh hoạt tiểu đội - Học 6 động tác thể dục chung - Huấn luyện cầu sóng                                                                |                              |                      |
| 5 | "Thao trường đổ lửa"         | 22 tháng 11 năm 2019 |
| - Huấn luyện cầu sóng (Tiếp) - Huấn luyện leo dây ngang - Kỹ thuật đánh gần: Động tác đâm lê - Kỹ thuật đánh gần: Động tác đánh bằng đầu |                              |                      |
| 6 | "Kẻ tám lạng, người nửa cân" | 29 tháng 11 năm 2019 |
| - Kỹ thuật đánh gần: Động tác đánh bằng đầu (Tiếp) - Kỹ thuật đánh xẻng - Giờ đọc báo                                                    |                              |                      |
| 7 | "Thử thách bủa vây"          | 6 tháng 12 năm 2019  |
| - Sinh hoạt tiểu đội - Nhiệm vụ gác đêm - Thi leo dây ngang                                                                              |                              |                      |
| 8 | "Cuộc chiến dưới nước"       | 13 tháng 12 năm 2019 |
| - Thi leo dây ngang tiếp - Kiểm tra chỉ số ban đầu: Bơi cơ bản - Bắn súng Tavor C                                                        |                              |                      |
| 9 | "Viên đạn đầu đời"           | 20 tháng 12 năm 2019 |
| - Bắn súng Tarvo C (Tiếp) - Học hát ca khúc truyền thống                                                                                 |                              |                      |
| 10 | "Tụt lại phía sau"           | 27 tháng 12 năm 2019 |
| - Bài bổ trợ lật lốp tiếp sức - Huấn luyện các tư thế cơ bản trong chiến đấu - Tổ bộ binh đánh lô cốt địch                               |                              |                      |
| 11 | "Sẵn sàng chiến đấu"         | 3 tháng 1 năm 2020   |
| - Tổ bộ binh đánh lô cốt địch (Tiếp) - Treo quốc kỳ - Quay cầu trục - Huấn luyện quân y                                                  |                              |                      |
| 12 | "Trận đánh cuối cùng"        | 10 tháng 1 năm 2020  |
| - Cấp cứu thương binh - Hành quân - Kết thúc huấn luyện                                                                                  |                              |                      |

## Kết quả các phần thi

### Ngày 25/10
- Chạy 100m

| Hạng | Tên       | Kết quả    | Loại thành tích |
| ---- | --------- | ---------- | --------------- |
| 1    | Minh Châu | 15 giây 12 | Không đạt       |
| 2    | Duy Thuận | 15 giây 17 | Không đạt       |
| 3    | Huy Khánh | 15 giây 37 | Không đạt       |
| 4    | La Thành  | 16 giây 17 | Không đạt       |
| 5    | Quốc Anh  | 16 giây 81 | Không đạt       |
| 6    | Anh Đức   | 17 giây 77 | Không đạt       |

- Co tay xà đơn

| Hạng | Tên       | Kết quả | Loại thành tích |
| ---- | --------- | ------- | --------------- |
| 1    | Duy Thuận | 23 cái  | Giỏi            |
| 2    | Minh Châu | 15 cái  | Đạt             |
| 3    | Huy Khánh | 12 lượt | Không đạt       |
| 4    | La Thành  | 2 lượt  | Không đạt       |
| 5    | Quốc Anh  | 1 lượt  | Không đạt       |
| 6    | Anh Đức   | 0 lượt  | Không đạt       |

- Chào điều lệnh

| Hạng | Tên       | Kết quả  | Loại thành tích |
| ---- | --------- | -------- | --------------- |
| 1    | Huy Khánh | 8,0 điểm | Đạt             |
| 2    | Duy Thuận | 7,0 điểm | Đạt             |
| 2    | Anh Đức   | 7,0 điểm | Đạt             |
| 2    | La Thành  | 7,0 điểm | Đạt             |
| 3    | Quốc Anh  | 6,0 điểm | Đạt             |
| 3    | Minh Châu | 6,0 điểm | Đạt             |

### Ngày 26/10
- Kỹ thuật đánh gần

| Hạng | Tên       | Kết quả  | Loại thành tích |
| ---- | --------- | -------- | --------------- |
| 1    | Huy Khánh | 9,5 điểm | Đạt             |
| 2    | Minh Châu | 9,5 điểm | Đạt             |
| 3    | Duy Thuận | 9,0 điểm | Đạt             |
| 4    | Quốc Anh  | 9,0 điểm | Đạt             |
| 5    | Anh Đức   | 8,5 điểm | Đạt             |
| 6    | La Thành  | 8,5 điểm | Đạt             |

- Kỹ thuật đánh xẻng

| Hạng | Tên                                    | Kết quả  | Loại thành tích |
| ---- | -------------------------------------- | -------- | --------------- |
| 1    | Huy Khánh, Duy Thuận, Minh Châu (Tổ 1) | 9,0 điểm | Đạt             |
| 2    | Quốc Anh, Anh Đức, La Thành (Tổ 2)     | 8,5 điểm | Đạt             |

### Ngày 27 - 31/10
- Thi leo dây ngang

| Hạng | Tên                                   | Kết quả | Loại thành tích |
| ---- | ------------------------------------- | ------- | --------------- |
| 1    | Huy Khánh, Anh Đức, Văn Đức (Tổ 1)    | 58 mét  | Đạt             |
| 2    | La Thành, Duy Thuận, Đức Khanh (Tổ 2) | 53 mét  | Đạt             |
| 3    | Quốc Anh, Minh Châu, Văn Để (Tổ 3)    | 45 mét  | Đạt             |

- Chỉ số bơi cơ bản

| Hạng | Tên       | Kết quả | Loại thành tích |
| ---- | --------- | ------- | --------------- |
| 1    | Anh Đức   | 150 mét | Giỏi            |
| 1    | Duy Thuận | 150 mét | Giỏi            |
| 2    | Quốc Anh  | 100 mét | Đạt             |
| 3    | Huy Khánh | 75 mét  | Không đạt       |
| 4    | Minh Châu | 70 mét  | Không đạt       |
| 5    | La Thành  | 25 mét  | Không đạt       |

- Bắn bài 1 Tarvo C

| Hạng | Tên       | Kết quả | Loại thành tích |
| ---- | --------- | ------- | --------------- |
| 1    | Huy Khánh | 54 điểm | Đạt             |
| 2    | Minh Châu | 48 điểm | Đạt             |
| 3    | Quốc Anh  | 40 điểm | Đạt             |
| 4    | Anh Đức   | 39 điểm | Đạt             |
| 5    | Duy Thuận | 34 điểm | Đạt             |
| 6    | La Thành  | 31 điểm | Đạt             |

- Lật lốp tiếp sức

| Hạng | Tên                                              | Kết quả        | Loại thành tích |
| ---- | ------------------------------------------------ | -------------- | --------------- |
| 1    | Duy Thuận, Quốc Anh, La Thành, Anh Tùng (Tổ 1)   | 3 phút 33 giây | Đạt             |
| 2    | Thanh Hùng, Anh Đức, Huy Khánh, Minh Châu (Tổ 2) | 3 phút 34 giây | Đạt             |

- Quay cầu trục

| Hạng | Tên       | Kết quả | Loại thành tích |
| ---- | --------- | ------- | --------------- |
| 1    | Duy Thuận | 61 vòng | Đạt             |
| 1    | Minh Châu | 61 vòng | Đạt             |
| 2    | Anh Đức   | 60 vòng | Đạt             |
| 3    | Huy Khánh | 47 vòng | Đạt             |
| 4    | Quốc Anh  | 41 vòng | Đạt             |
| 5    | La Thành  | 40 vòng | Đạt             |

- Cấp cứu thương binh

| Hạng | Tên                                   | Kết quả         | Loại thành tích |
| ---- | ------------------------------------- | --------------- | --------------- |
| 1    | Huy Khánh, Duy Thuận, Quốc Anh (Tổ 1) | 9 phút 47 giây  | Đạt             |
| 2    | La Thành, Anh Đức, Minh Châu (Tổ 2)   | 11 phút 46 giây | Đạt             |

## Kết quả từng ngày

### Ngày 25/10
| Hạng | Tên       | Kỉ luật | Thể lực | Quân sự | Tổng |
| ---- | --------- | ------- | ------- | ------- | ---- |
| 1    | Duy Thuận | 8       | 5       | 7       | 20   |
| 1    | Minh Châu | 10      | 4       | 6       | 20   |
| 2    | Huy Khánh | 7       | 3       | 8       | 18   |
| 3    | La Thành  | 7       | 2       | 7       | 16   |
| 3    | Quốc Anh  | 8       | 1       | 7       | 16   |
| 3    | Anh Đức   | 8       | 1       | 7       | 16   |

### Ngày 26/10
| Hạng | Tên       | Kỉ luật | Thể lực | Quân sự | Tổng |
| ---- | --------- | ------- | ------- | ------- | ---- |
| 1    | Duy Thuận | 9,0     | 9,0     | 9,0     | 27,0 |
| 2    | La Thành  | 8,0     | 10,0    | 8,5     | 26,5 |
| 3    | Huy Khánh | 8,0     | 8,0     | 9,5     | 25,5 |
| 4    | Anh Đức   | 8,0     | 8,0     | 9,0     | 25,0 |
| 5    | Minh Châu | 9,0     | 6,0     | 9,5     | 24,5 |
| 6    | Quốc Anh  | 8,0     | 6,0     | 9,0     | 23,0 |

### Ngày 27-31/10
| Hạng | Tên       | Kỉ luật | Thể lực | Quân sự | Tổng |
| ---- | --------- | ------- | ------- | ------- | ---- |
| 1    | Duy Thuận | 9       | 10      | 8       | 27   |
| 2    | La Thành  | 7       | 10      | 9       | 26   |
| 2    | Huy Khánh | 7       | 10      | 9       | 26   |
| 2    | Anh Đức   | 8       | 10      | 8       | 26   |
| 3    | Minh Châu | 7       | 10      | 8       | 25   |
| 4    | Quốc Anh  | 8       | 8       | 8       | 24   |

## Kết quả chung cuộc
- Giải nhất: Duy Thuận
- Giải nhì: Huy Khánh, Anh Đức
- Giải ba: Minh Châu, La Thành, Quốc Anh